# Zaoqiang
Zaoqiang, även romaniserat Tsaokiang, är ett härad som lyder under Hengshuis stad på prefekturnivå i Hebei-provinsen i norra Kina. Det ligger omkring 270 kilometer söder om huvudstaden Peking.